# Catwalk – från Glada Hudik till New York
Catwalk - från Glada Hudik till New York är en svensk dokumentärfilm där bland andra Glada Hudikteatern medverkar. Filmen hade biopremiär i Sverige den 31 januari 2020, och är utgiven av SF Studios. Filmen kommer även visas som TV-serie i sex delar i Viaplay.

## Handling
Emma Örtlund skriver ett brev till Pär Johansson där hon ber om hjälp för uppfylla sin dröm att bli modemodell. Pär Johansson vill låta Emma gå på catwalk under modeveckan i New York.

## Medverkande
- Nicklas Hillberg
- Ida Johansson
- Pär Johansson
- Annika Granlund Jonsson
- Kitty Jonsson
- Frida Jonsvens
- Susanna Limell
- Alexander Rådlund
- Emma Örtlund

## Musik
Lalehs låtar "En stund på jorden", "Goliat" och "Bara få va mig själv" återfinns i filmmusiken.